# Heinsberg (stad)
Heinsberg is een stad in de Duitse deelstaat Noordrijn-Westfalen, gelegen in de Kreis Heinsberg dat op zijn beurt deel uitmaakt van het Regierungsbezirk Keulen. Heinsberg is de meest westelijk gelegen stad van Duitsland. De stad telt 42.476 inwoners (31 december 2020) op een oppervlakte van 92,21 km².

## Geografie
Heinsberg ligt 32 km ten zuidwesten van Mönchengladbach en 35 km ten noorden van Aken. Zowel het Nederlandse Sittard als Roermond liggen op zo’n twintig kilometer afstand. De oude weg naar Sittard loopt van de binnenstad via de Sittarder Weg naar het dorp Saeffelen en dan via Tudderen. 
Andere naburige steden zijn onder andere Erkelenz, Geilenkirchen en Hückelhoven. De stad wordt doorkruist door de rivier de Worm, die uitmondt in de Roer. Ook loopt de Lieckerbeek tussen het centrum en Lieck, die ook Stadtbach wordt genoemd.

## Geschiedenis

### Middeleeuwen
Bij opgravingen in de 20e eeuw zijn er munten gevonden en onder de huidige Hochstraße ook resten van een Romeinse weg. Hieruit wordt verondersteld dat de plek waarschijnlijk al in de 1e eeuw bewoning kende. Bij opgravingen bij de kapittelkerk zijn merovingische graven aangetroffen. De oude stad ontwikkelde zich rondom de twee heuvels van de stad, met daarop respectievelijk de kapittelkerk en het mottekasteel. De Kirchberg is een natuurlijke heuvel en de Burgberg is een heuvel die kunstmatig extra is verhoogd. Deze laatste is nu de hoogste motte van het Rijnland. Op de Kirchberg ligt tegenwoordig de laatgotische Sint-Gangulfuskerk uit het midden van de 15e eeuw. Beide heuvels liggen direct naast elkaar en worden door een kloof gescheiden, waarover een houten brug ligt.
In de 11e eeuw werd Heinsberg de centrumplaats van de heerlijkheid Heinsberg, die samen met het Land van Valkenburg bestuurd werd door de heren van Heinsberg. De eerste heer was vanaf 1085 Gosewijn I van Heinsberg. Hij was getrouwd met Oda van Walbeck, die na het overlijden van haar man in 1128 het Sint-Gangulfuskapittel stichtte, dat pas in 1803 werd opgeheven. Hun zoon Gosewijn II van Valkenburg-Heinsberg stichtte het premonstratenzer dubbelklooster. Het mannendeel werd in 1479 opgeheven. Het vrouwenklooster veranderde in een klooster voor adellijke dames en is tijdens de Franse tijd in 1803 opgeheven. 
Vanwege een geschil tussen Heinsberg en koning Koenraad III richtte hertog Hendrik II van Limburg in 1144 verwoestingen aan namens de koning. In 1255 wordt Heinsberg voor het eerst als stad genoemd in een oorkonde van Hendrik van Heinsberg en zijn echtgenote. Met het overlijden van Johann IV in 1448 sterft de dynastie in mannelijke lijn uit. In de kapittelkerk bevinden zich nog enkele graftomben van de heren van Heinsberg en het huidige stadswapen is op het wapen van deze dynastie gebaseerd. De dochter van Johann IV, Johanna, trouwt in 1456 met Johan II van Nassau-Saarbrücken. Door het huwelijk in 1472 van hun dochter Elisabeth met Willem van Gulik en Berg kwam de heerlijkheid bij Willems hertogdom. De burcht werd vervolgens door de hertogen gebruikt. 

### Periode tot de wereldoorlogen
In 1528 komen de eerste protestanten in de stad. In 1558 richten zij een kerk op die onder invloed staat van het calvinisme in Nederland. Rond 1600 is de ongeveer de helft van de bevolking protestant. Na 1613 neemt dit echter gestaag af, vanwege een katholieke landsheer die het protestantisme onderdrukt. De stad wordt wederom gedeeltelijk verwoest in 1543 door de keizerlijke troepen vanwege de Derde Gelderse Successieoorlog. In 1683 woedt er in de binnenstad een stadsbrand, waarbij vele gebouwen verloren gaan. In 1771 wordt een synagoge opgericht in de stad. In 1794 wordt de stad door de Fransen veroverd door generaal Jourdan, die in oktober dat jaar weer worden verdreven door brigadegeneraal Bernadotte. Na vertrek van de Fransen is de stad vanaf 1816 Pruisisch.

### Vanaf Wereldoorlog I en II

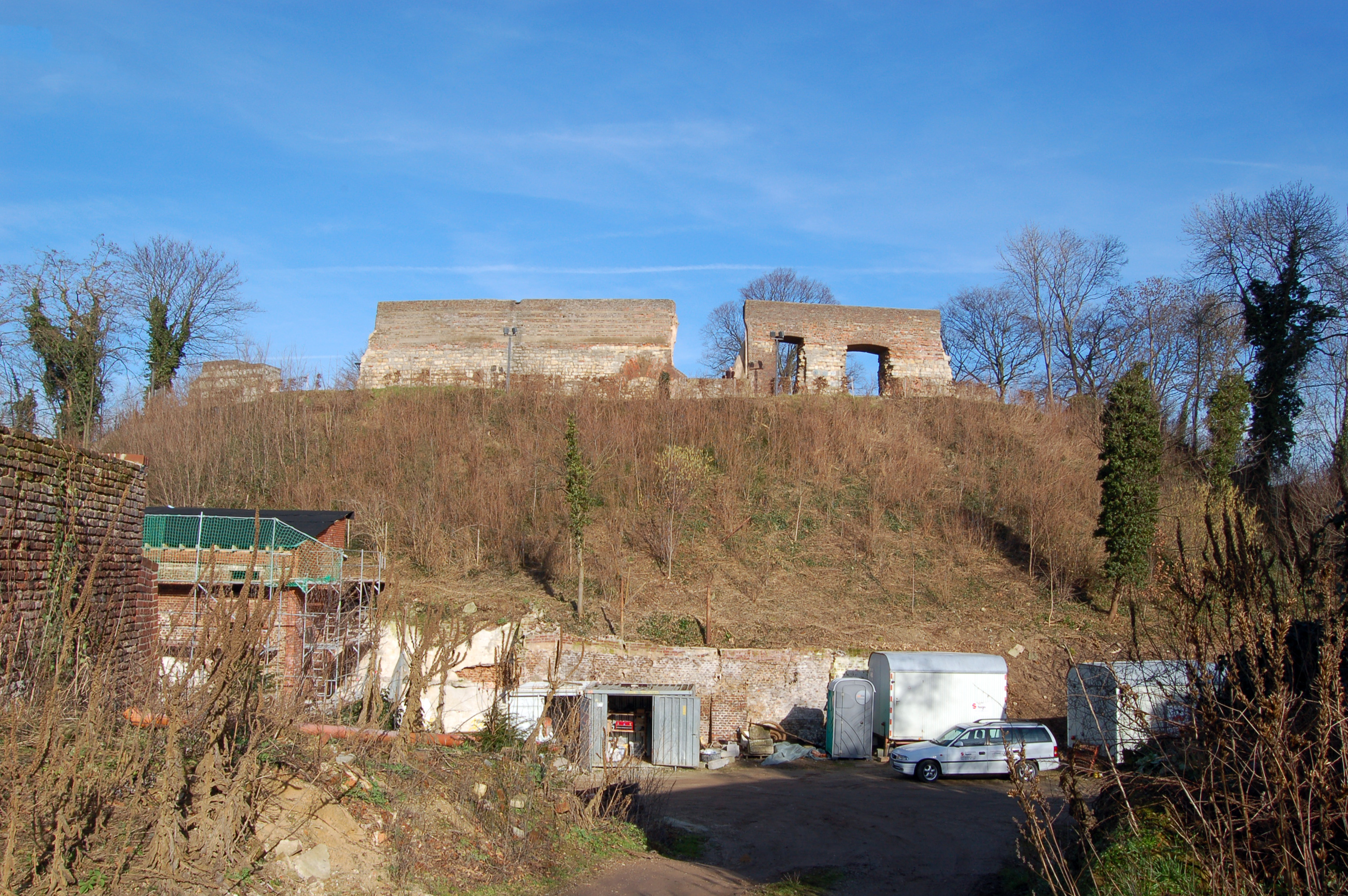
Blik op de Burgberg met kasteelruïne vanaf de zuidelijker gelegen Kirchberg.

Na de Eerste Wereldoorlog zijn er tussen 1918 en 1919 Franse soldaten in de stad gelegerd en daarna tot 1926 Belgen vanwege de bezetting van het Rijnland door de geallieerden. De synagoge wordt in de Kristallnacht vernield en de ongeveer vijftig Joden worden in 1942 op transport gesteld. Verder zorgen de nationaalsocialisten ervoor dat minimaal 239 personen onder dwang zijn gesteriliseerd in het locale ziekenhuis. De stad was in de Tweede Wereldoorlog het noordelijke eindpunt van de Westwall. In 1944 werd bij de stad de Maas-Roerstelling aangelegd ter verdediging van Duitsland tegen de geallieerden. In de middag van 16 november 1944 wierp de Royal Air Force 2223 bommen op de stad, welk bombardement veel gebouwen heeft verwoest. Hierbij is onder meer het gebouw van het voormalige klooster van de Zusters Franciscanessen verwoest op de hoek van de Hochstraße en Josefstraße, dat tussen 1682 en 1803 dienstdeed. Ook verwoest is het gebouw van het franciscanenklooster aan de Patersgasse, dat in 1625 werd opgericht na de contrareformatie en tot 1803 als dusdanig dienst heeft gedaan. 
Op 24 januari 1945 werd de geruïneerde stad door de geallieerden veroverd. Na deze oorlog is de binnenstad herbouwd met veelal moderne gebouwen. Vele doden zijn begraven op de Duitse militaire begraafplaats in Heinsberg. De kerk op de Kerkberg is tussen 1951 en 1954 hersteld van de oorlogsschade. Tot de inval van Napoleon Bonaparte behoorde deze parochie bij het bisdom Luik en daarna bij het bisdom Aken. Na de Tweede Wereldoorlog vestigden vele Duitse vluchtelingen uit Midden- en Oost-Europa zich in de stad, die veelal het lutheranisme aanhingen. In de jaren 1980 volgde vele Sovjet-Duitsers.

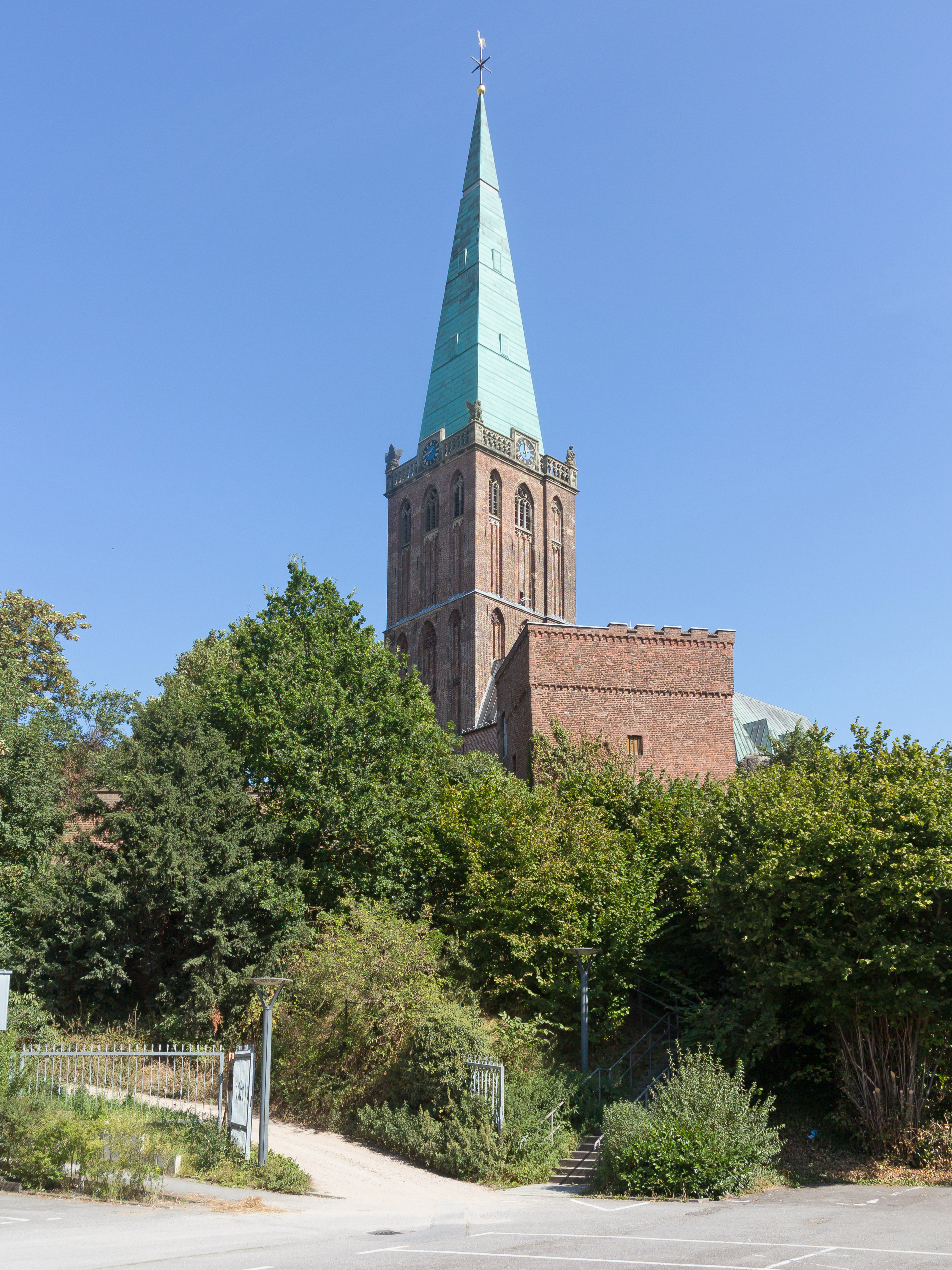
De Kirchberg met Sint-Gangulfuskerk en bastion.

## Kerkberg, Burgberg en Hochstraße
Op de Kerkberg ligt de Sint-Gangulfuskerk met de bijnaam ‘Selfkantdom’. Deze kerk is 53 meter lang en 22 meter breed. In deze kerk ligt een Romaanse crypte van de basiliek uit de 11e eeuw, die hier voor de huidige kerk stond uit. In de kerk liggen relikwieën van de heilige Hedwig van Andechs, die zijn meegenomen door Duitse vluchtelingen uit Silezië. Op de Kerkberg liggen de resten van de Middeleeuwse verdedigingswerken, bastions uit het midden van de 16e eeuw en daarnaast een kazemat. Onderaan de Kerkberg aan de Hochstraße ligt de barokke voormalige proosdij uit witgekalkte baksteen, bestaande uit een huis uit de 15e eeuw en het Torbogenhuis van de eeuw erna. Hierin is sinds 2014 een museum gevestigd over de stads- en streekgeschiedenis met daarnaast schilderkunst van Carl Joseph Begas. Verderop in de straat is nog een barok gebouw bewaard gebleven, dat in 1636 als woonhuis is gebouwd.

## Openbaar vervoer
Direct ten noordoosten van de binnenstad ligt station Heinsberg. Dit station is het eindpunt van de spoorlijn Lindern - Heinsberg. Het personenvervoer op deze lijn heeft tussen de jaren 1980 en 2013 stilgelegen. Bij station Lindern sluit deze lijn aan op de spoorlijn tussen Aken en Mönchengladbach en vanaf Heinsberg vertrekt elk uur een stoptrein naar Aken. Er zijn verder lijnbusverbindingen met onder meer Geilenkirchen, Erkelenz. Grensoverschrijdend is sinds 2008 buslijn 64 naar Roermond.

## Delen van de gemeente Heinsberg
Vanaf de gemeentelijke herindeling van 1972 omvat de gemeente de volgende plaatsen:
| - Aphoven - Baumen - Berg - Bleckden - Boverath - Donselen - Dorath - Dremmen - Erpen - Eschweiler - Grebben | - Heinsberg - Herb - Himmerich - Horst - Hülhoven - Karken - Kempen - Kirchhoven - Laffeld - Lieck - Oberlieck | - Oberbruch - Porselen - Pütt - Randerath - Schafhausen - Scheifendahl - Schleiden - Straeten - Uetterath - Unterbruch - Waldenrath |

## Geboren in Heinsberg
- Filips I van Heinsberg (1130 - 1191 omgeving Napels), aartskanselier en aartsbisschop van Keulen, in de Maternuskapel van de Dom van Keulen begraven
- Engelbert II van Valkenburg (rond 1220 - 1275 te Bonn), aartsbisschop van Keulen tussen 1261 en 1274
- Jan van Heinsberg (rond 1396 - 1459 in Kuringen), proost in Maastricht en Aken, bisschop van Luik tussen 1419 en zijn afzetting in 1455, begraven in de graftomben van de Sint-Gangulfuskerk
- Carl Joseph Begas (1794 - 1854 in Berlijn), schilder.
- Wilhelm Rediess (1900 - 1945 in Skaugum bij Oslo), SS-obergruppenführer en hoge SS- en politieleider in Oost-Pruisen
- Max Blancke (1909 - 1945 in Hurlach), SS-hauptsturmführer en kamparts in verschillende concentratiekampen
- Stefan Cohnen (1982), Nederlandse wielrenner

## Foto's

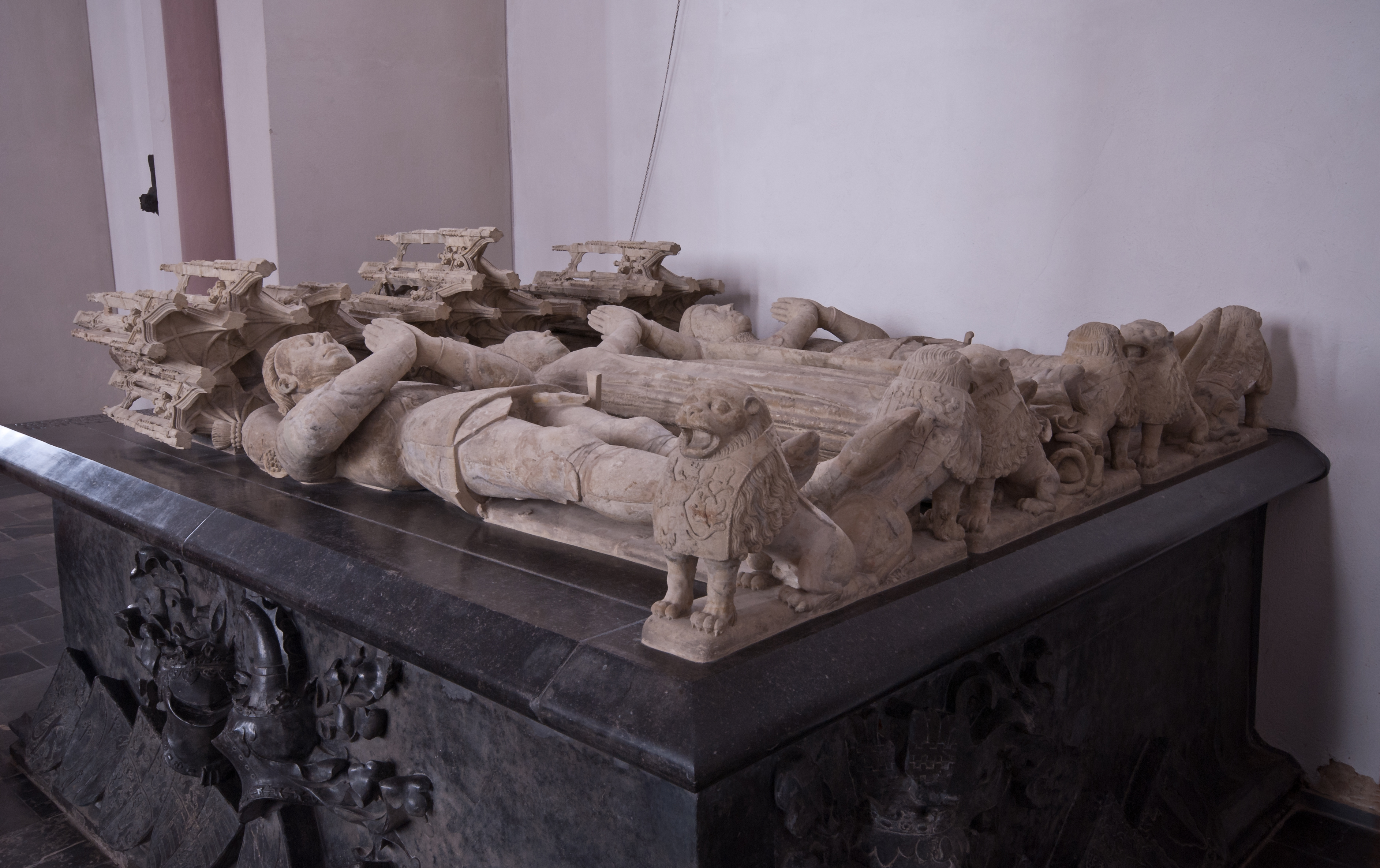
Praalgraf heren van Heinsberg
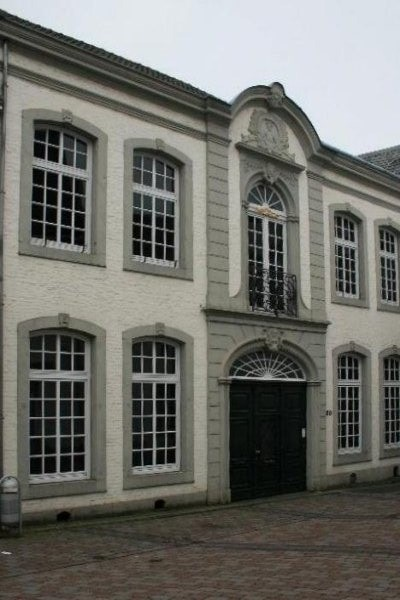
Voormalige proosdij
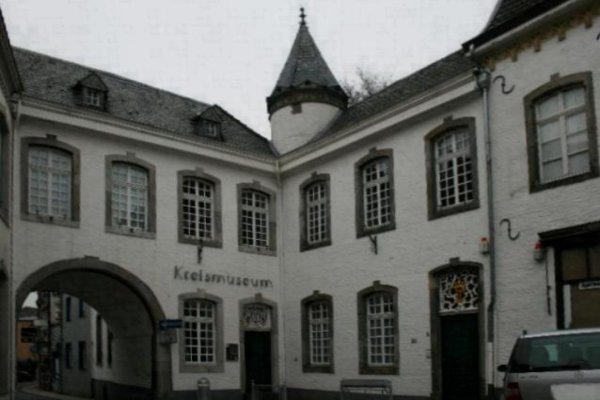
Kreismuseum
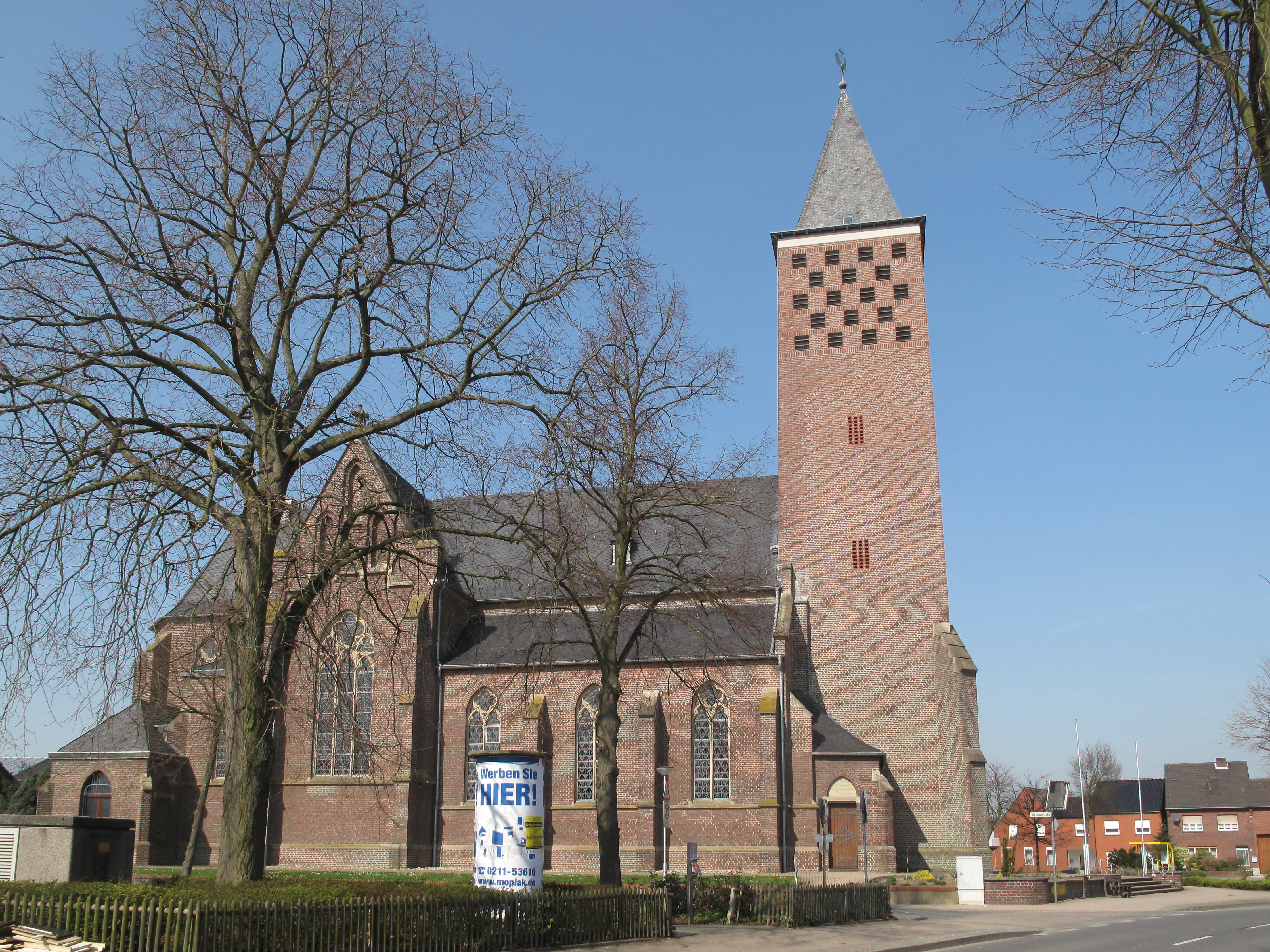
Kempen, kerk
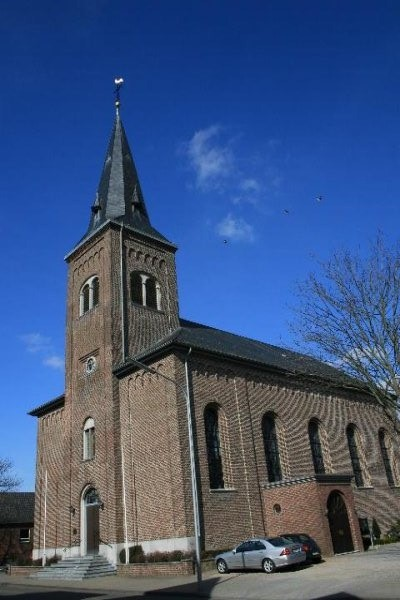
Kirchhoven, kerk
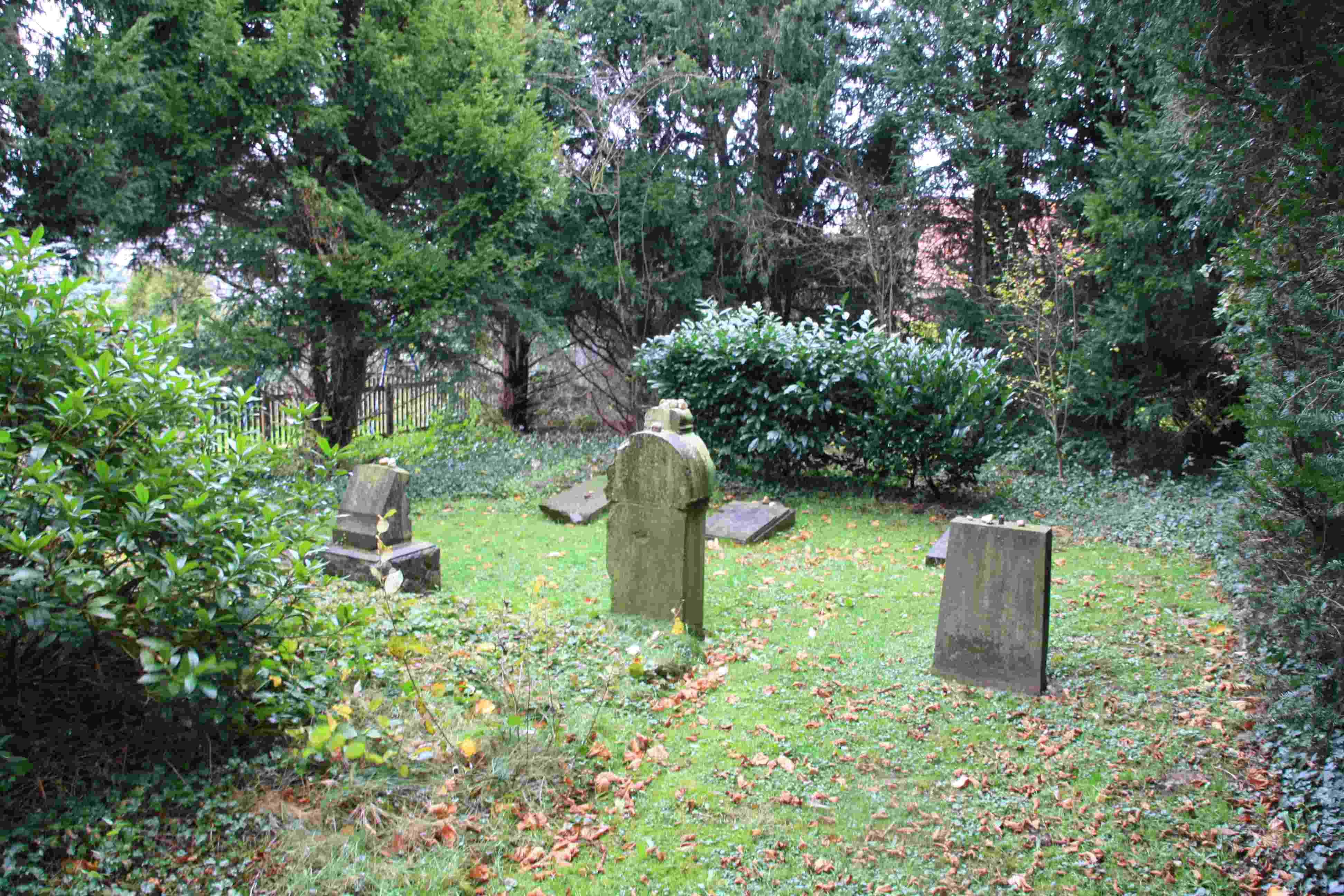
Randerath, Joodse begraafplaats
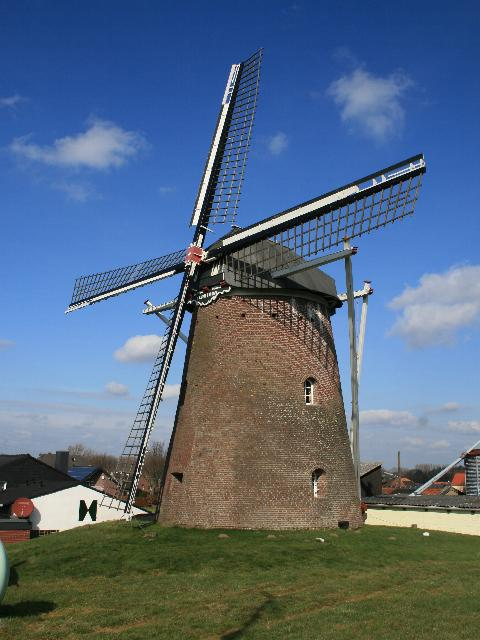
Lümbacher molen
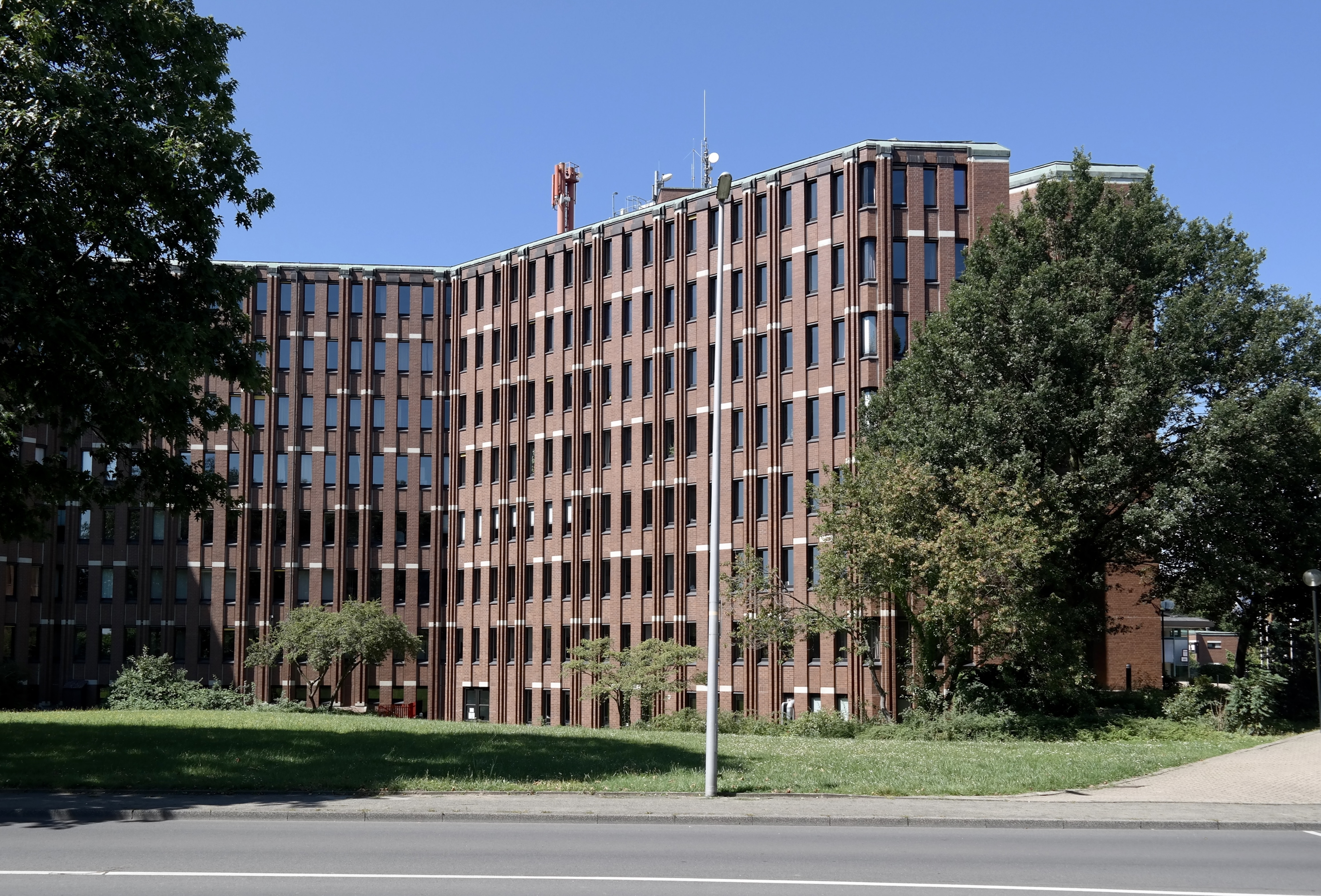
Kreishaus Heinsberg